# Río Huayllumayo (Río Apurímac)
Der Río Huayllumayo ist ein 30 km langer rechter Nebenfluss des Río Apurímac in der Provinz Espinar der  Region Cusco sowie in der Provinz Caylloma der Region Arequipa in Südzentral-Peru.

## Flusslauf
Der Río Huayllumayo entspringt in einem Höhenzug am Südwestrand des peruanischen Andenhochlandes. Das Quellgebiet befindet sich auf einer Höhe von etwa 4670 m im Norden des Distrikts Tisco in der Provinz Caylloma. Der Río Huayllumayo fließt in nördlicher Richtung durch das Bergland und erreicht bei Flusskilometer 22 den Distrikt Suyckutambo in der Provinz Espinar. Bei Flusskilometer 13 befindet sich ein Wehr (⊙). In den 3,9 ha großen Stausee mündet von Südosten kommend der Río Chuchana, der bedeutendste Nebenfluss des Río Huayllumayo. Der Río Huayllumayo erreicht bei Flusskilometer 7 eine Hochebene und wendet sich nach Nordwesten. Er mündet schließlich auf einer Höhe von etwa 3890 m 8,5 km südwestlich der Provinzhauptstadt Yauri in den Oberlauf des Río Apurímac.

## Einzugsgebiet
Der Río Huayllumayo entwässert ein Areal von 147 km², wovon 59 km² in der Region Arequipa und 88 km² in der Region Cusco liegen. Im Osten grenzt das Einzugsgebiet an das des Río Cañipía, ein Nebenfluss des Río Salado, im Süden an das des Río Colca sowie im Westen an das des oberstrom gelegenen Río Apurímac.